# (161315) de Shalit
(161315) de Shalit est un astéroïde de la ceinture principale.

## Description
(161315) de Shalit est un astéroïde de la ceinture principale. Il fut découvert le 19 août 2003 par le programme Wise par David L. Polishook. Il présente une orbite caractérisée par un demi-grand axe de 2,54 UA, une excentricité de 0,24 et une inclinaison de 4,8° par rapport à l'écliptique.

## Compléments